# دین شیلز
دین شیلز (انگلیسی: Dean Shiels؛ زادهٔ ۱ فوریهٔ ۱۹۸۵) بازیکن فوتبال اهل بریتانیا است.
از باشگاه‌هایی که در آن بازی کرده‌است می‌توان به باشگاه فوتبال کیلمارنوک، و باشگاه فوتبال هیبرنین، باشگاه فوتبال دونکستر راورز، باشگاه فوتبال رنجرز، باشگاه فوتبال آرسنال و باشگاه فوتبال کیلمارنوک اشاره کرد.
وی همچنین در تیم ملی فوتبال ایرلند شمالی بازی کرده‌است.